# Украинский национальный союз

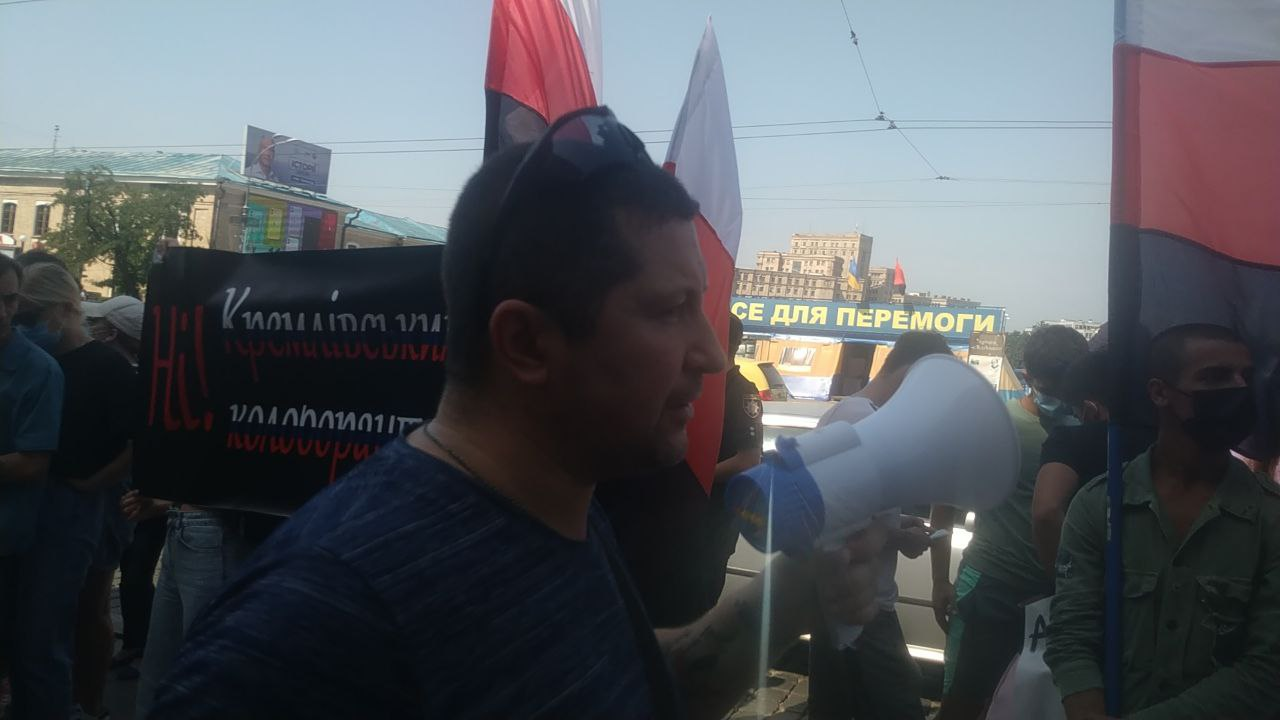
Олег Голтвянский на митинге УНС. Июль 2021 года.

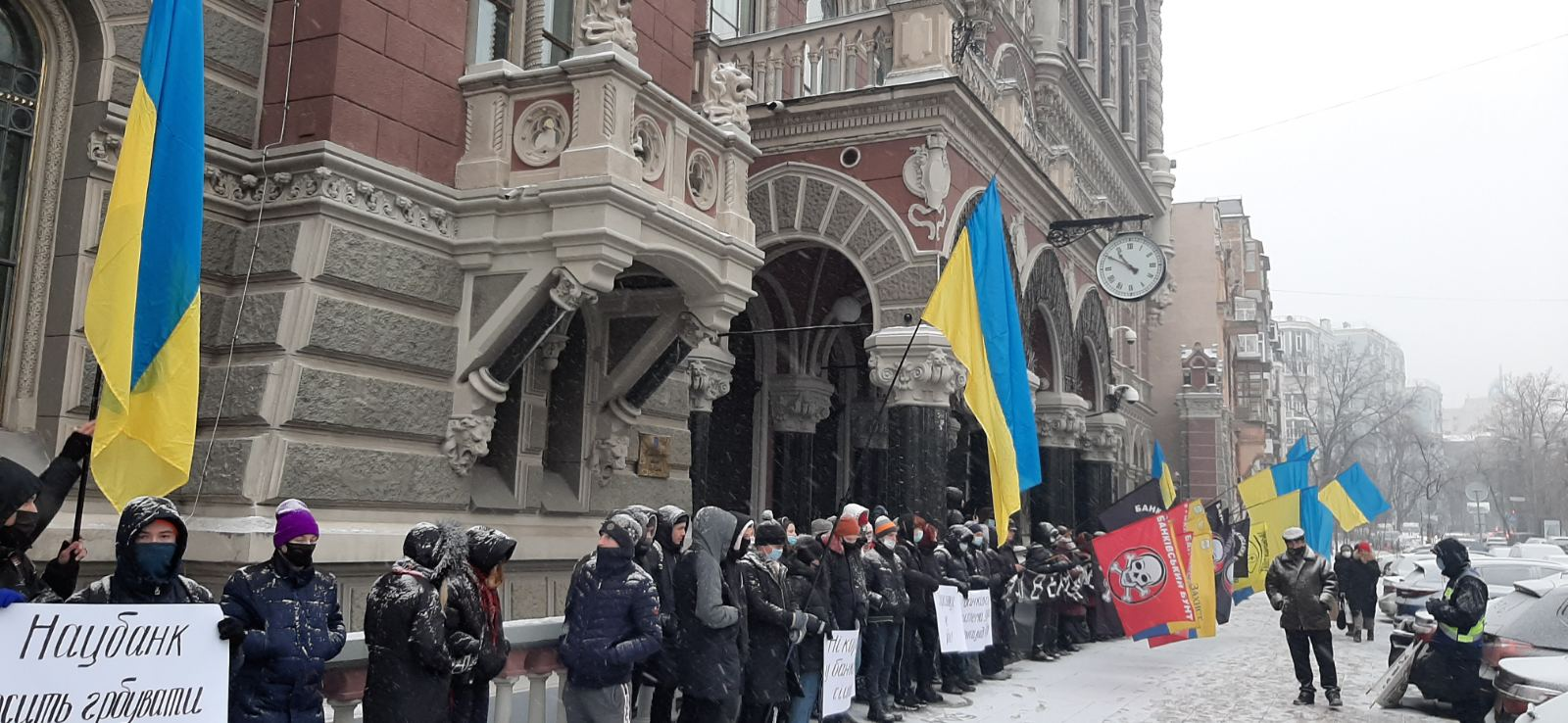
Митинг Украинского национального союза возле Центрального банка Украины. Январь 2022 года.

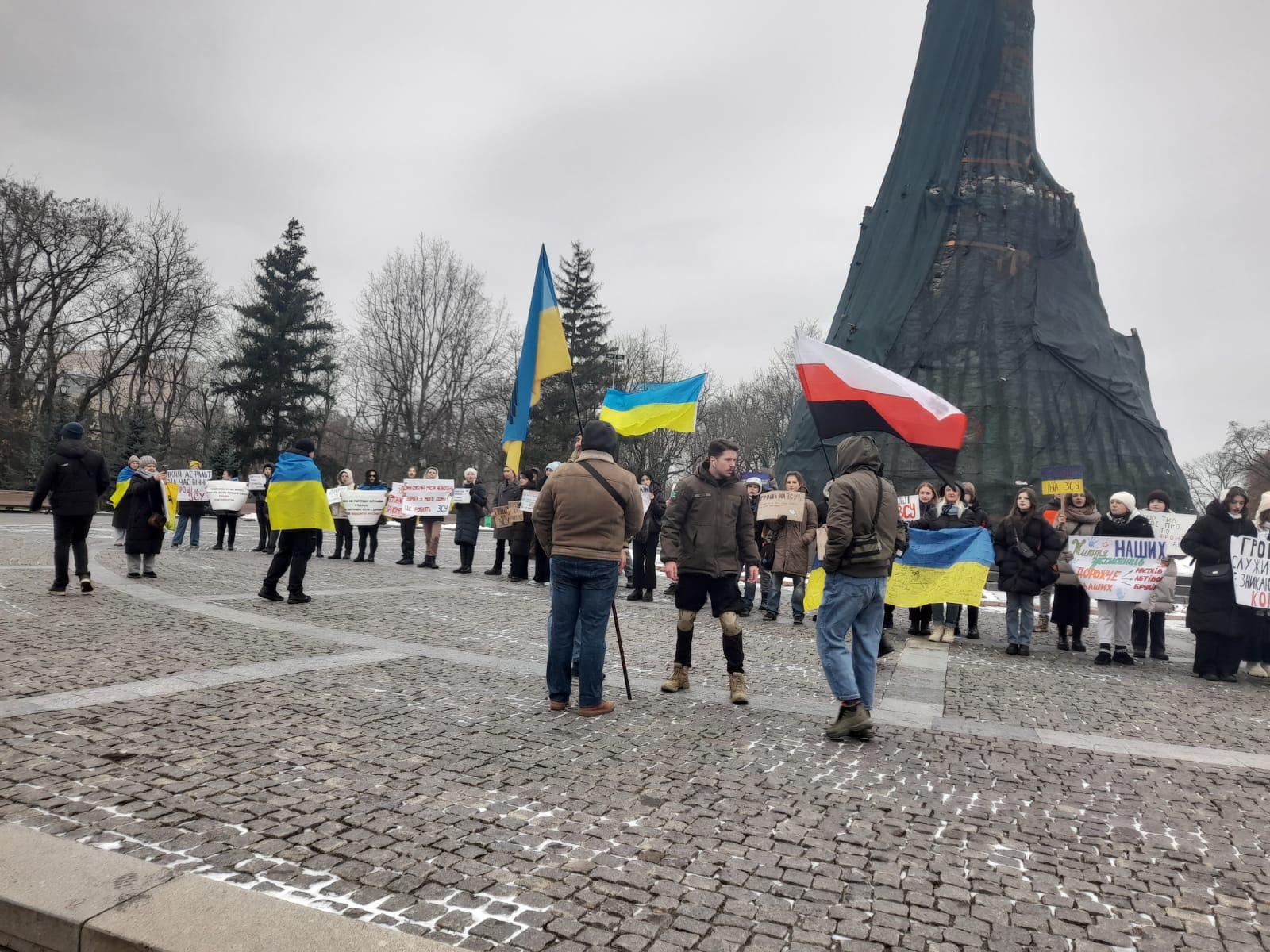
Пикет "Деньги на ВСУ" в центре Харькова. Декабрь 2023 года.

 Украинский национальный союз или УНС (укр. Український Національний Союз) — украинское праворадикальное военизированное общественное движение орденского типа (с 2013 года незарегистрированная политическая партия). Известна рядом резонансных акций на Украине, а также России, Польши, Беларуси, Казахстане. Принимала активное участие в организации Евромайдана, в боевых действиях в ходе Войны на востоке Украины и полномасштабной Русско-украинской войне.

## История
Основателем Украинского национального союза является Голтвянский Олег Николаевич. Датой создания Украинского национального союза считается 19 декабре 2009 года. В этот день активисты УНС впервые прошли под своими флагами на марше против нелегальной миграции в Харькове. В тот же день состоялся учредительный съезд организации. Первые отделения были созданы в Харькове, Люботине и Полтаве.  Организация на протяжении всего периода своего существования ведёт борьбу с силами враждебными украинскому государству, прежде всего пророссийской и сепаратистской ориентации и направленности.  До 2012 года главой организации был Олег Голтвянский. Однако после его ареста в мае 2012 года, на внеочередной конференции движения было принято решение о избрании главой УНС Виталия Кривошеева, бывшего активиста националистической организации «Патриот Украины». 15 июня того же года он официально возглавил Украинский национальный союз.
С момента своего основания УНС зарекомендовала себя как организатор регулярных резонансных акций общественно-политического характера. Среди которых: акции в поддержку наделения государственного статуса ветеранов Украинской повстанческой армии. Силами организации на территории Украины проведена пропагандистская кампания по защите украинского языка и культуры, акции в поддержку задержанных отца и сына Павличенко, против представителей ЛГБТ сообщества, против нелегальной миграции и другие.
4 ноября 2012 года активисты УНС принимают участие в «Русском марше» в российском Белгороде, проводимого активом белгородского Русского национально-социалистического движения, вызвавшего массированное обсуждение в российском сегменте интернета, а также дальнейший скандальный интерес со стороны российских массмедиа. 27 апреля 2013 года на V съезде, руководители УНС провозгласило о создании Украинской социал-националистической партии на основе организации.
Активисты организации принимают участие в вооружённом конфликте на востоке Украины в составе батальонов Национальной гвардии и Вооружённых сил Украины. УНС стало основой для формирования батальона территориальной обороны «Печерск» города Киева и Киевской агломерации Печерский район, активно участвующей в АТО.
Зимой 2020-2021 года активисты УНС провели ряд акций против повышения коммунальных тарифов. Летом 2021 года активисты УНС устроили массовые акции протеста в Харькове. Под давлением организации президент Украины Владимир Зеленский отправил в отставку губернатора Харьковской области Айну Тымчук. В 2022 году организация провела ряд акций с требованием увольнения главы Национального банка Украины Кирилла Шевченко, обвиненного в коррупции и связях с Россией, что в конечном итоге привело к его увольнению.

### Уголовное преследование членов организации
26 августа лидер УНС Виталий Кривошеев и Вадим Мирось были арестованы за подготовку терактов.
1 февраля 2014 года в Полтаве сотрудниками УБОП был задержан Олег Голтвянский, который вез деньги для русских националистов из Белгорода, Курска и Воронежа, которые хотели присоединиться к революционерам на Майдане.
В марте того же глава УНС Виталий Кривошеев и Артём Головко были задержаны ФСБ в Ростовской области Российской Федерации. По версии российских СМИ, он занимался подготовкой терактов и диверсионной деятельностью на территории РФ.

### Участие в выборах
На Региональных выборах 2010 года представители Национального Союза шли на выборы в 5 городах и 3 областях в составе разных партий. Несмотря на то, что большинство кандидатов были не допущены к участию в выборах под разными предлогами. Все же двум кандидатам от УНС удалось стать депутатами местных советов в Винницкой и Харьковской областях. Олег Голтвянский баллотировался в городе Люботин по списку Блока Юлии Тимошенко под № 5, но депутатом не стал. 30 сентября 2012 года он участвовал в промежуточных выборах в Люботинский городской совет от партии «Батькивщина», занял второе место, проиграв кандидату от Партии регионов, с разрывом в 31 голос.
Парламентские выборы 2012 и 2014 года Национальный союз бойкотировал называя их фарсом.
На региональных выборах в 2015 году члены УНС шли по списку Украинского объединения патриотов — УКРОП. Виталий Кривошеев баллотировался в округе №8 города Харькова, но избран не был. Олег Голтвянский баллотировался по списку УКРОПа в Люботине под № 1. 25 октября 2015 года был избран депутатом Люботинского городского совета.
В марте 2020 года, Голтвянский принимал участие промежуточных выборах в депутаты Верховной Рады по 179 округу. Снял свою кандидатуру в связи с опасениями заражения COVID-19 избирателей в ходе предвыборной кампании. От участия в выборах 2020 года по списку Европейской солидарности он также отказался. На этих выборах 11 членов УНС стали депутатами местных советов.

## Объединения
- С 19 декабря 2009 по 22 мая 2013 года Украинский национальный союз входил в Социал-национальную ассамблею.
- С 10 марта 2012 года УНС входит в Международную антикапиталистическую сеть[61].
- 26 октября 2012 года на основе Украинского национального союза был создан Альянса патриотических сил[62].

## Идеология
Базовая идеология движения —  Украинский народный социализм, создание «Великой Украины» от Сяна до Дона, признание за Украиной исторической миссии наследницы древнерусского государства и неприятии отождествления за Россией исторического правопреемства как декларируемого единственного блюстителя исторического назначения и миссии Древней Руси. В программе организации выдвинут ряд социальных требований.

## Символика
Как организационный символ Украинский Национальный Союз использует бывшую эмблему Социал-Национальной партии Украины — «Идея нации». Графически знак «Идея Nации» представляет собой монограммное сочетание букв I и N. Малым гербом УНС является красный щит с Идеей Nации чёрного цвета посередине. Флаг УНС представляет собой прямоугольное полотнище из трех равновеликих горизонтальных полос: белой, красной и чёрной. Отношение ширины флага к его длине 2:3.

## Критика и противники
Находясь в политическом в спектре между крайне левыми и крайне правыми УНС постоянно входил в столкновения с антифашистами. Также организация прославилась нападениями на представителей сексуальных и национальных меньшинств. Боевой референт УНС Олег Голтвянский неоднократно становился объектом чёрного пиара.

## Публикации
- Н. О. Сциборский. «Нациократия» // сокращенное изложение, Харьков. 2013г.
- В. С. Кривошеев. «Сборник идеологических работ», Харьков. 2013г.

## Сноски
1. ↑  Партия не была зарегистрирована в органах юстиции Украины, России, Беларуси, Польши и Казахстана